# Whiska Creek n.º 106
Whiska Creek n.º 106 es un municipio rural canadiense situado en la provincia de Saskatchewan.

## Superficie
Whiska Creek n.º 106 tiene una superficie de 845,65 km².

## Demografía
En 2021, tenía 512 habitantes, una densidad poblacional de 0,6 hab./km², y 151 viviendas.